# Jean-Claude Lauzon (administrateur)
Pour les articles homonymes, voir Jean-Claude Lauzon.
Jean-Claude Lauzon, né en 1949, est un psychologue et administrateur québécois. De 2014 à 2019, il exerce la fonction de délégué général du Québec à New York.

## Biographie
En 1969, il obtient un baccalauréat ès arts du Collège Saint-Viateur. À l'Université de Montréal, il obtient un baccalauréat en psychologie en 1971 puis une maîtrise en psychologie industrielle en 1973. Il complètera sa formation plusieurs années plus tard avec un diplôme d'administrateur de sociétés de la Faculté de gestion Desautels de l'Université McGill en 2012.
De 1972 à 1974, il est gérant des ressources humaines chez Nabisco. Il est directeur de la firme Rourke, Bourbonnais & associés de 1974 à 1980. Ensuite, jusqu'en 2003, il travaille comme associé directeur au bureau de Montréal de Ernst & Young. Finalement, jusqu'en 2013, il occupe le poste de vice-président canadien et chasseur de têtes chez Korn Ferry.
Il est désigné délégué général du Québec à New York en novembre 2014, en remplacement de la déléguée Dominique Poirier par le gouvernement Couillard. Il entre en poste en décembre. La nomination est questionnée par certains en raison de son profil insuffisamment « économique »,. Durant son mandat, il a entre autres à faire face à la montée du protectionnisme aux États-Unis sous les présidents Obama et Trump. Le premier ministre Philippe Couillard vient d'ailleurs le supporter dans l'affaire des tarifs douaniers en juin 2018.

## Prix et distinctions
- 2017 : Médaille de la Foreign Policy Association (en)[6]
- 1988 : Récipiendaire du Prix Noël-Mailloux de l'Ordre des psychologues du Québec